# Constitution du Monténégro
Lire en ligne

Consulter

La constitution du Monténégro fut approuvée par le Parlement du Monténégro le 19 octobre 2007. Elle a établi le Monténégro en tant qu'État souverain démocratique (proclamé seize mois plus tôt), avec pour langue officielle le monténégrin.
C'est la première[réf. nécessaire] constitution du monde à mentionner la protection de l'environnement.

## Sources

## Compléments